# Catherine Asaro
Catalina Asaro, nacida el 6 de noviembre de 1955 en Oakland, es una novelista estadounidense de ciencia ficción, fantasía y suspense. Ganó el Premio Nebula 2001 a la Mejor Novela 2001 por Rosa cuántica, así como el Premio Nebula 2008 a la Mejor Novela Corta por The Spacetime Pool.

## Biografía
Catalina Asaro nació el 6 de noviembre de 1955 en Oakland (California) y creció en El Cerrito, en el mismo estado. Es hija de Frank Asaro, que lideraba el equipo descubridor de la anomalía del iridio en el límite Cretácico-Paleógeno, junto con Luis Alvarez, Walter Alvarez y Helen Vaughn Michel, quienes formularon la teoría de la extinción masiva del Cretácico-Terciario a causa de un asteroide.
Obtuvo una licenciatura en Química «con honores» en la UCLA y estudió en la Universidad de Harvard, donde obtuvo una maestría en Física y un doctorado en Química Física.
Catherine Asaro ha estudiado y practicado durante mucho tiempo la danza clásica y el jazz, aunque la ciencia finalmente se impuso. Siendo estudiante en Harvard, todavía era primera bailarina y coreógrafa de grupos universitarios.
Catherine Asaro ha realizado investigaciones, entre otros lugares, en la Universidad de Toronto, el Instituto Max-Planck de Astrofísica en Alemania y el Centro Harvard-Smithsonian de Astrofísica. Ha estado escribiendo desde 1990.
Aparte de su trabajo de escritura, enseña matemáticas, física y química. Es la líder de un «club de matemáticas» para niños de todas las edades. Participó con el grupo Point Valid en el CD Diamond Star que sirve como “banda sonora” a su novela del mismo nombre (2009), decimotercer volumen de la saga del Imperio Skolien.
Está casada con el astrofísico de la NASA John Kendall Cannizzo. Su hija sigue los pasos de su madre para la danza y las matemáticas.

## La ciencia ficción y las matemáticas
Los conceptos matemáticos utilizados por Catherine en sus novelas suelen ser complejos.
El viaje en el tiempo utilizado en el Imperio Skolian proviene de un artículo de Asaro sobre variables complejas y relatividad publicado en el American Journal of Physics.
La novela Spherical Harmonic imagina un universo basado en el espacio de Hilbert descrito por las funciones propias armónicas esféricas que forman una solución de la ecuación de Laplace.; parte del libro toma prestada la forma de ondas sinusoidales que se encuentran en los armónicos esféricos.
Quantum Rose es una alegoría de la teoría de la dispersión cuántica ("quantum scattering theory”) dedicado a los asesores que tuvo para su tesis doctoral.
La novela corta Aurora in four voices trata temas que van desde las series de Fourier hasta problemas de integración en cálculo diferencial e integral discutidos en el foro Ficción matemática
Al final de Spherical Harmonic, Quantum Rose y The Moon's Shadow, Asaro explica los conceptos matemáticos utilizados.

### El Universo del Imperio Skolian

#### La saga del imperio Skolian
1. (en) Skyfall, 2003
2. (en) Schism, 2004
3. (en) The Final Key, 2005
4. (en) The Last Hawk, 1997
5. ((en) Primary Inversion, 1995)
6. ((en) The Radiant Seas, 1999)
7. ((en) Ascendant Sun, 2000)
8. (en) Spherical Harmonic, 2001
9. (en) The Moon's Shadow, 2003
10. ((en) The Quantum Rose, 2000)
11. (en) The Ruby Dice, 2008
12. (en) Diamond Star, 2009
13. (en) Carnelians, 2011
14. (en) Catch the Lightning, 1996

#### Seriedel mayor Bhaajan
1. (en) Undercity, 2014
2. (en) The Bronzed Skies, 2017
3. (en) The Vanished Seas, 2020

### SerieEl Continente Perdido
1. (en) The Charmed Sphere, 2004
2. (en) The Misted Cliffs, 2005
3. (en) The Dawn Star, 2006
4. (en) The Fire Opal, 2007
5. (en) The Night Bird, 2008

### SerieSunrise Alley
1. (en) Sunrise Alley, 2004
2. (en) Alpha, 2006

### Novelas independientes
- (en) The Veiled Web, 1999
- (en) The Phoenix Code, 2000

### Colecciones de relatos
- (en) Aurora in Four Voices, 2011
- (en) The Spacetime Pool, 2012